# Wat een Uitvinding!
Wat een Uitvinding! is een Nederlands televisieprogramma uitgezonden op SBS6 waarin veertig uitvinders strijden voor de hoofdprijs: het laten produceren van hun uitvinding. De presentatie is in handen van Gordon, de jury bestaat uit uitvinder Eibert Draisma en hoofd inkoop van de Action Jasper Schilder. Het derde jurylid is iedere aflevering iemand anders. Het werd in het voorjaar van 2023 wekelijks op zaterdagavond om 21:30 uur uitgezonden.

## Opzet
Het programma bestaat uit zeven afleveringen: zes afleveringen waarin voor een bepaald thema een afleveringswinnaar wordt gekozen en de finale waarin de zes afleveringswinnaars strijden om de winst. De zes thema's zijn keuken, verzorging, veiligheid, buiten & bewegen, handigheid en klussen.
In de zevende aflevering, de finale, wordt uit de zes afleveringswinnaars bepaald welke uitvinder wint. De zes afleveringswinnaars waren Rick & Joran met een verwarmde kaasschaaf, Wim met een kwastenvacuüm, Angelique met een wasrijgrek, Jan met een plantswinger, Jan Piet met een zandblusser en Joshua, Marissa & Rick met een gamehandschoen. Uiteindelijk ging Wim er met zijn kwastenvacuüm met de winst vandoor, waardoor hij 25.000 euro won en zijn uitvinding in alle Action-winkels van Europa belandde. De uitvinders van de verwarmde kaasschaaf werden tweede en wonnen 10.000 euro, Angelique met het wasrijgrek werd derde en won 5.000 euro.

### Afleveringen
| Afl. | Datum         | Thema            | Derde jurylid     | Winnaar                                 | Kijkcijfers |
| ---- | ------------- | ---------------- | ----------------- | --------------------------------------- | ----------- |
| 1    | 29 april 2023 | Keuken           | Perry de Man      | Rick & Joran (verwarmde kaasschaaf)     | 483.000     |
| 2    | 6 mei 2023    | Verzorging       | Charo Charmaine   | Angelique (wasrijgrek)                  | 389.000     |
| 3    | 20 mei 2023   | Veiligheid       | Marcel van de Ven | Jan Piet (zandblusser)                  | 402.000     |
| 4    | 27 mei 2023   | Buiten & bewegen | Bertie Steur      | Jan (plantswinger)                      | 360.000     |
| 5    | 3 juni 2023   | Handigheid       | Florian Nelemans  | Joshua, Marissa & Rick (gamehandschoen) | 392.000     |
| 6    | 10 juni 2023  | Klussen          | Albert Stokkers   | Wim (kwastenvacuüm)                     | 265.000     |
| 7    | 17 juni 2023  | Finale           | Heleen van Royen  | Wim (kwastenvacuüm)                     | 333.000     |